# Limba maghiară
Maghiara (magyar nyelv ['mɒɟɒr 'ɲɛlv]) este o limbă fino-ugrică, făcând parte din ramura ugrică a acestei familii. Cele mai apropiate limbi de maghiară sunt hantî (numită tradițional ostiacă) și mansi (numită tradițional vogulă). Este vorbită de aproximativ 12,6 milioane de persoane, 9,8 milioane locuind în Ungaria. Există comunități maghiarofone în toate țările vecine cu Ungaria (România, Slovacia, Serbia, Ucraina, Austria, Croația și Slovenia), și de asemenea importante comunități apărute prin emigrare în Statele Unite, Canada, Israel etc.

## Distribuție geografică și statut
Din cele aproximativ 12,6 milioane de vorbitori ai limbii maghiare, 9,8 milioane trăiesc în Ungaria, unde maghiara este limba oficială. Ca importanță numerică, a doua cea mai mare grupare de vorbitori se află în România (1.259.914). Aici maghiara poate fi folosită și în administrația locală, în localitățile unde populația de naționalitate maghiară are o pondere de peste 20%. În Serbia (243.146 de vorbitori), maghiara este limbă de folosință oficială în localitățile în care minimum 15% din populație este maghiară. Și în localitățile din Slovenia (6.243 de maghiari) în care există „comunități naționale” maghiare, limba maghiară este oficială. În Slovacia (458.467 de maghiari), în regiunea Transcarpatia din Ucraina (161.618 de vorbitori), în Austria (25.884 de vorbitori) și în Croația (10.231 de vorbitori), maghiara are statut de limbă regională sau minoritară.
În afară de țările vecine cu Ungaria, în care maghiarii au statut de minoritate națională, mai trăiesc mulți vorbitori de limba maghiară și în emigrație. Cele mai mari comunități sunt în S.U.A. (86.406), Canada (51.500) și Israel (70.000).

## Istorie externă
Istoria limbii maghiare începe acum aproximativ 3000 de ani, la est de munții Urali, în regiunea fluviului Obi. Încă din această perioadă și în continuare, în cursul migrației ungurilor spre sud-vest, limba lor este influențată de limbile turcice și iraniene. După stabilirea lor în bazinul Carpaților, adoptarea creștinismului și formarea regatului Ungariei, limba maghiară este influențată de limbile slave și de limba latină, în care începe cultura scrisă în Ungaria.
Prima atestare scrisă a limbii maghiare datează din secolul al XI-lea: câteva propoziții și cuvinte în scrisoarea de ctitorire a abației din Tihany.
În secolul al XII-lea apare primul text complet în limba maghiară, Halotti beszéd és könyörgés (Discurs funebru și rugăciune), iar în secolul al XIV-lea, prima operă literară, poemul Ómagyar Mária-siralom (Tânguirile Fecioarei Maria în maghiara veche).
În secolul al XVI-lea, limba se dezvoltă datorită literaturii laice, dar mai ales primelor tipărituri în maghiară, traduceri ale textelor biblice de către catolici și de către protestanți. În același secol apar și primele lucrări lingvistice referitoare la limba maghiară.
În perioada dintre secolul al XVI-lea și secolul al XVIII-lea, în Principatul Transilvaniei, limba maghiară devine pentru prima dată limbă de stat. Codurile de legi Compillatae Constitutiones Regni Transylvaniae (1671) și Approbatae Constitutiones Regni Transylvaniae (1677) sunt redactate în maghiară.
În secolul al XIX-lea se formează limba națională unitară și se fixează normele limbii standard, prin activitatea cărturarilor numită de „înnoire a limbii”, care tinde să elimine influențele latine și germane, și a Societății Științifice Maghiare, prin lucrările sale normative. Mai întâi în perioada 1844-1849, apoi definitiv în 1867, maghiara devine limbă oficială.

## Dialecte
Dialectele limbii maghiare sunt grupate în zece regiuni dialectale, fiecare cuprinzând două sau mai multe grupuri de dialecte:
- Regiunea Transdanubia occidentală
- Regiunea Transdanubia centrală-Kisalföld
- Regiunea Transdanubia de sud
- Regiunea Sudul Marii Câmpii
- Regiunea paloților
- Regiunea Tisa-Criș
- Regiunea de nord-est
- Regiunea Câmpia Transilvaniei
- Regiunea secuiască
- Regiunea Moldova

## Fonologie
Sistemul fonologic al limbii maghiare standard este format din șapte perechi de vocale, una scurtă și una lungă per pereche, și din 25 de consoane, fiecare din acestea având o variantă scurtă și una lungă. Opoziția scurtă – lungă are valoare funcțională, adică sensul cuvintelor poate fi diferențiat prin cantitatea unei vocale sau a unei consoane.
Limba maghiară se caracterizează și prin armonie vocalică, adică, de regulă, un cuvânt conține numai vocale caracterizate printr-o trăsătură comună: sunt fie anterioare, fie posterioare.
Scrierea limbii maghiare este fonemică, aproximativ în aceeași măsură în care este și cea a limbii române.
În limba maghiară, accentul este tonic (numit și de intensitate), ca în română. Cuvintele relativ lungi pot avea mai multe accente, dintre care unul principal. Accentul unic sau cel principal cade totdeauna pe prima silabă a cuvintelor cu sens lexical deplin.

## Caracterul aglutinant al limbii maghiare
Maghiara este o limbă aglutinantă, ceea ce constituie principala trăsătură care o deosebește de majoritatea celorlalte limbile indo-europene, dar o apropie de limbile din familia ei și de limbi din alte familii, precum turca și japoneza. Caracterul aglutinant constă în faptul că se alipesc morfeme unul la altul astfel încât este preponderentă delimitarea lor netă și exprimarea de către afixe a câte unui singur sens gramatical sau/și lexical, fără ca forma morfemelor să fie afectată.
Lingviștii care se ocupă de limba maghiară deosebesc în terminologie tipurile de sufixe. Sufixul lexical se numește képző, iar sufixele gramaticale sunt de două feluri. Cel care se adaugă la [Rădăcină și radical (lingvistică)|radical]] sau după un sufix lexical, și mai admite alt sufix după el, se numește jel „marcă, semn”. Astfel de sufixe sunt cele care indică pluralul și cele posesive. Sufixele care exprimă cazurile și cele care indică persoana verbului, adică cele de tip desinență, se numesc ragok (singular rag). Se deosebesc de celelalte tipuri de sufixe prin faptul că nu mai admit alt sufix după ele.
Exemplu de cuvânt cu sufixe: házaimban „în casele mele”, format din rădăcina ház „casă”, vocala de legătură -a-, sufixul -i (care indică pluralul în cazul obiectelor posedate), sufixul -m (care indică persoana I singular a posesorului) și sufixul -ban (corespunzător prepoziției românești „în”).

## Gramatică

### Morfologie

#### Clasificarea cuvintelor din punct de vedere morfologic
După Keszler 2000 din punct de vedere morfologic, cuvintele se clasează în următoarele părți de vorbire:
I. Părți de vorbire fundamentale:
1. Părți de vorbire fundamentale propriu-zise:
A. Verb
B. Părți de vorbire nominale:
a. Substantiv
b. Adjectiv
c. Numeral
C. Adverb
2. Părți de vorbire substitute de părți de vorbire fundamentale (pronume):
A. Pronume personal
B. Pronume demonstrativ
C. Pronume interogativ
D. Pronume relativ
E. Pronume general
F. Pronume nehotărât
3. Părți de vorbire intermediare între verb și celelalte părți de vorbire fundamentale – forme nominale ale verbului:
A. Infinitiv
B. Participiu
C. Gerunziu
II. Cuvinte funcționale:
1. În structuri de natură morfologică:
A. Verb auxiliar
B. Forme nominale ale verbului auxiliar
C. Postpoziție
D. Adjectiv derivat din postpoziție
E. mint formator de complement
F. Prefix verbal
2. În structuri de natură nemorfologică:
A. Conjuncție
B. Particulă
C. Articol
D. Cuvânt de negație
III. Cuvinte propoziții:
1. Interjecție
2. Cuvânt propoziție de interacțiune
3. Cuvânt modalizator
4. Onomatopee

#### Sufixele personale
În maghiară, persoana se exprimă prin pronumele personale și prin sufixe specifice, care au mai multe funcții, aplicându-se:
- formei de nominativ a pronumelor personale, pentru a forma acuzativul lor (cu neregularități);
- desinențelor cazuale, pentru a forma pronume personale la alte cazuri;
- postpozițiilor, pentru a forma diverse complemente circumstanțiale;
- substantivelor și diverselor pronume, pentru a exprima posesorul acestora;
- verbelor pentru a le servi de desinențe:[19]

| Pronume personal | Pronume personal | Desinență cazuală / Postpoziție | Desinență cazuală / Postpoziție | Substantiv               | Verb la indicativ prezent | Verb la indicativ prezent | Element specific                                    |
| Nominativ        | Acuzativ         | + sufix personal                | + sufix personal                | + sufix personal posesiv | Conjugare nedefinită      | Conjugare definită        | Element specific                                    |
| ---------------- | ---------------- | ------------------------------- | ------------------------------- | ------------------------ | ------------------------- | ------------------------- | --------------------------------------------------- |
| én „eu”          | engem „pe mine”  | nálam „la mine”                 | alattam „sub mine”              | lakásom „locuința mea”   | látok „văd”               | látom „îl/o/îi/le văd”    | -m, cu vocalele de legătură -o/(-a)/-e/-ö sau -a/-e |
| te „tu”          | téged            | nálad                           | alattad                         | lakásod                  | látsz                     | látod                     | -d, cu vocalele de legătură -o/(-a)/-e/-ö sau -a/-e |
| ő „el/ea”        | őt               | nála                            | alatta                          | lakása                   | lát                       | látja                     | -a/-e                                               |
| mi „noi”         | minket           | nálunk                          | alattunk                        | lakásunk                 | látunk                    | látjuk                    | -nk, cu vocalele de legătură -u/-ü                  |
| ti „voi”         | titeket          | nálatok                         | alattatok                       | lakásotok                | láttok                    | látjátok                  | -tok/-tek/-tök                                      |
| ők „ei/ele”      | őket             | náluk                           | alattuk                         | lakásuk                  | látnak                    | látják                    | -k                                                  |

#### Verbul
Gramaticile limbii maghiare iau în seamă următoarele categorii gramaticale ale verbului: diateza, modul, timpul, numărul (singular și plural) și persoana. Față de limba română, lipsește categoria genului, la fel ca la celelalte părți de vorbire.
- În general sunt luate în seamă cinci categorii de verbe corespunzătoare mai mult sau mai puțin diatezelor din gramaticile altor limbi: active, factitive, reflexive, reciproce, pasive, medii și potențiale[20].
- Moduri verbale sunt considerate în gramaticile limbii maghiare numai cele numite predicative sau personale în gramaticile limbii române. În maghiară, acestea sunt indicativul, condiționalul și imperativul.
  - Modul indicativ are trei timpuri: prezentul, trecutul și viitorul. În secolul al XIX-lea existau încă mai multe timpuri trecute, dar a supraviețuit unul singur. Diferențele exprimate în română de imperfect, perfect compus și mai mult ca perfect sunt redate în maghiară prin prefixe verbale și prin context. Viitorul are de asemenea o singură formă.
  - Modul condițional are timpurile prezent și trecut. Poate avea și valoare de optativ, ca în română.
  - Modul imperativ are numai timpul prezent. În gramaticile limbii maghiare se consideră că are toate persoanele, având și valorile conjunctivului din română.

În gramaticile limbii maghiare, infinitivul, participiul și gerunziul nu sunt considerate moduri verbale, ci forme nominale ale verbului.
O caracteristică importantă a sistemului verbal maghiar este existența a două serii de conjugare în cazul verbelor tranzitive: conjugarea definită și conjugarea nedefinită.

#### Substantivul, adjectivul și numeralul
Substantivul. Genul gramatical nefiind exprimat în limba maghiară, substantivul poate exprima numai genul natural, nici acesta totdeauna.
Categoria numărului este caracteristică substantivului, dar pluralul nu este exprimat totdeauna prin sufixul care îl indică de obicei.
În general se consideră că paradigma cazuală a maghiarei cuprinde 18 cazuri. Sistemul cazual al limbii maghiare este foarte bogat în ceea ce privește exprimarea raporturilor spațiale, deosebind prin trei cazuri diferite locul în care are loc un proces, cel spre care se face o deplasare și cel de la care se face o deplasare. Exemplu: a házban van „este în casă” – bemegy a házba „intră în casă” – kimegy a házból „iese din casă”.
Limba maghiară neavând adjectiv posesiv, posesia se exprimă cu ajutorul unor sufixe, unele care se adaugă la obiectul posedat și unul care se adaugă posesorului. Construcțiile prin care se exprimă posesia, posesorul și obiectul posedat fiind exprimate prin substantive, sunt următoarele:
| Exemplu                              | Structură                                                                                  | Traducere literală    |
| ------------------------------------ | ------------------------------------------------------------------------------------------ | --------------------- |
| az ember háza „casa omului”          | posesorul fără sufix + obiectul posedat cu sufixul posesiv                                 | „omul casa sa”        |
| Az embernek van háza „Omul are casă” | posesorul cu desinența -nak/-nek + verbul van „a fi” + obiectul posedat cu sufixul posesiv | „omului este casa sa” |
| A ház az emberé „Casa este a omului” | obiectul posedat fără sufix + posesorul cu sufixul -é (se omite verbul van)                | „casa a omului”       |

Adjectivul calificativ prezintă particularitatea că nu se acordă în număr atunci când are funcția de atribut, ci numai în funcția de nume predicativ.
Numeralul cardinal are în general două forme, de exemplu három și hármas „trei”. Prima formă se folosește când se numără, ca atribut pe lângă un substantiv sau atunci când substantivul este subînțeles, precum și pentru a desemna o cifră într-un număr. A doua formă este denumirea cifrei sau a numărului respectiv. Gramaticile maghiare includ în categoria numeralului și așa-numitele „numerale nehotărâte”, cum sunt sok „mult(ă)”, kevés „puțin(ă)”, számos „numeros(oasă)” etc. Numeralul poate lua și forme adverbiale dacă i se adaugă anumite sufixe: öten „cinci” (numărul de persoane participante la o acțiune), kettesben „în doi” (intimitatea unor persoane limitată la numărul respectiv).

#### Adverbul
Ca trăsătură specifică a adverbului maghiar față de cel din română, este de menționat caracterizarea adverbelor de loc printr-un sistem triplu de exprimare a locului, ca la unele desinențe cazuale: locul spre care se efectuează o deplasare, locul unde are loc un proces și locul din care se efectuează o deplasare. Exemplu: be „înăuntru” (pe lângă verbe ce exprimă deplasarea către interior) – bent sau benn „înăuntru” (pe lângă verbe ce nu exprimă deplasarea) – bentről „dinăuntru” (pe lângă verbe ce exprimă deplasarea dinspre interior).

#### Pronumele
Gramaticile limbii maghiare iau în seamă nouă specii de pronume: personale, reflexive, de reciprocitate, posesive, demonstrative, interogative, relative, nehotărâte și generale.
În funcție de părțile de vorbire pe care le pot înlocui, pronumele se împart în substantivale, adjectivale și numerale.
Se consideră tot pronume și ceea ce gramaticile românești consideră adjective pronominale.
Pronumele personale prezintă particularitatea că formele cazuale în afară de acuzativ nu se formează de la nominativ + o desinență cazuală, ci se folosesc desinențele cazuale, la care se adaugă sufixele posesive pentru obiectul posedat. Exemplu: én „eu”, nálam „la mine”, velem „cu mine” etc.
Spre deosebire de limba română, în maghiară există numai pronume posesive, nu și adjective pronominale posesive. Funcția acestora este îndeplinită de sufixe care se adaugă la obiectul posedat.

#### Cuvintele funcționale
Verbe auxiliare sunt considerate a fi nu numai cele care formează timpuri verbale compuse, ci și cele aspectuale, modale și pragmatice. Tot în această categorie sunt incluse și verbele copulative. Mai există și verbe numite „cvasiauxiliare”, la care predomină sensul gramatical, dar au mai mult sau mai puțin și conținut noțional. Acestea pot fi, pe de o parte, verbe de modalitate și aspect, pe de altă parte, verbe numite „funcționale”, folosite în asociație cu părți de vorbire nominale care formal sunt complementele lor.
Formele nominale ale verbelor copulative sunt considerate părți de vorbire aparte în gramaticile limbii maghiare, la fel ca formele nominale ale verbului în general (vezi mai sus Verbul).
Postpozițiile sunt cuvinte funcționale care constituie unul din mijloacele de exprimare a părților de propoziție care în gramatica română se numesc complemente indirecte și complemente circumstanțiale. Ele corespund în general prepozițiilor și locuțiunilor prepoziționale din limba română (exemplu: a fa alatt „sub copac”).
Singurul cuvânt asemănător cu o prepoziție este mint, dar numai atunci când are sensul „în calitate de”, de exemplu în Mint mérnök dolgozik. „Lucrează ca inginer.”
Adjectivele derivate din postpoziții sunt numai formal adjective, adică nu au sens lexical deplin, ci joacă rolul postpozițiilor din care provin, formând atribute din substantivul după care stau (exemplu: a fa alatti pad „banca de sub copac”).
Verbele maghiare sunt deseori prevăzute cu prefixe având o natură deosebită de cea pe care o au în română. Pe de o parte au și rol gramatical, și rol lexical, pe de altă parte, în unele cazuri sunt despărțite de verb, chiar plasate după acesta.
Conjuncțiile din limba maghiară au aceeași funcție ca cele din română.
În gramaticile limbii maghiare, particula este considerată cu totul diferit de accepțiunea ei din gramaticile românești. Este „un cuvânt gramatical care nu poate primi afixe, nu alcătuiește raporturi nici morfologice, nici sintactice cu alte cuvinte, nu poate fi parte de propoziție […]. Are funcția de a efectua operații asupra afirmației din propoziție […]; exprimă un raport modal, atitudinea vorbitorului (raportarea sa afectivă, volitivă, axiologică), sau marchează reacția vorbitorului la situația de comunicare, respectiv la una din componentele acesteia […].”
Articolele luate în seamă de gramaticile maghiare sunt cel hotărât și cel nehotărât, având aceleași funcții ca cele din română.
Spre deosebire de gramaticile limbii române, în gramaticile limbii maghiare cuvintele de negație nu sunt incluse în clasa adverbelor, ci sunt considerate o parte de vorbire aparte din categoria cuvintelor funcționale.

#### Cuvintele propoziții
Aceste cuvinte, printre care nu se includ verbele, se caracterizează prin faptul că pot constitui singure propoziții neanalizabile.
În afară de interjecții și onomatopee, prezente și în gramaticile limbii române, în cele maghiare se iau în seamă și alte două categorii de cuvinte.
Cuvântul propoziție de interacțiune este folosit pentru a interacționa cu destinatarul comunicării. În această categorie intră formule de salut (szervusz „salut, bună”), cuvinte afirmative (igen „da”), cuvinte negative (nem „nu”) și cuvinte injonctive (rajta! „hai!”).
Cuvântul modalizator nu se află în raport sintactic cu nicio parte de propoziție, ci caracterizează atitudinea vorbitorului față de conținutul întregului enunț în care este folosit. Asemenea cuvinte sunt: talán „poate”, valószínűleg „probabil”, esetleg „eventual”, állítólag „zice-se” etc.

### Sintaxă

#### Propoziția
Prezentăm sintaxa limbii maghiare cu ajutorul terminologiei maghiare traduse în română. Părțile de propoziție sunt predicatul, subiectul, obiectul, complementul de loc, de timp, numeric, de stare, de origine, de rezultat, sociativ, de mod, de cauză, de scop, de relație, de grad/măsură, instrumental, de atribuire și de comparație, complementele asemantice (sau permanente) și atributul.
În privința atributului este de menționat că acesta se plasează înaintea cuvântului determinat și în general nu se acordă cu el.
Topica în propoziție este foarte variată, în funcție de partea din propoziție care se dorește a fi scoasă în evidență.

#### Fraza
Propozițiile coordonate pot fi legate între ele prin juxtapunere sau printr-o conjuncție. Coordonarea poate fi copulativă, adversativă, disjunctivă, consecutivă sau explicativă.
În fraza maghiară pot fi următoarele subordonate: subiectivă, predicativă, obiectivă, completive (de loc, de timp, numerică, de stare, de origine, de rezultat, sociativă, de mod, de cauză, de scop, de relație, de grad/măsură, instrumentală, de atribuire și comparativă), completivă permanentă, subordonate cu conținut semantic special (consecutivă, condițională, concesivă și comparativă) și subordonată atributivă.
O caracteristică a subordonatelor în maghiară este că de cele mai multe ori au în principală un antecedent exprimat printr-un pronume, iar subordonata întregește antecedentul.

## Lexic
Lexicul limbii maghiare este format în proporție de 8% din cuvinte moștenite, 7% cuvinte împrumutate, 80% cuvinte formate pe teren propriu și 5% cuvinte de origine necunoscută.
Cele mai multe împrumuturi sunt de origine slavă (27%), urmate de cele de origine latină (25%), germană (17%) și turcică (16%), dar mai sunt și din limbi iraniene, din limbi romanice (italiană, franceză, română) și din limba engleză. Și calcurile sunt un mijloc important de îmbogățire a lexicului.
Mijloacele interne de îmbogățire sunt cele mai importante. Dintre acestea cele mai productive sunt crearea spontană de cuvinte (interjecții, cuvinte onomatopeice, creații expresive), formarea spontană de cuvinte prin derivare și compunere, precum și crearea conștientă de cuvinte prin derivare și compunere. Comparativ cu limba română, compunerea spontană și crearea conștientă de cuvinte au o pondere mult mai mare.

## Dicționare on-line
- Dicționar român - maghiar DictZone cu pronunțarea cuvintelor maghiare (accesat la 28 august 2018)
- Szász Lőrinc, Dicționar român - maghiar Transindex (accesat la 28 august 2018)
- Dicționar maghiar - român Transindex (accesat la 19 decembrie 2024)

## Materiale pentru învățarea limbii maghiare
On-line
- ro  Ghid de conversație maghiar la Wikivoyage (accesat la 28 august 2018)
- fr  Guide français-hongrois de la communication Babel (Ghid francez-maghiar al comunicării Babel) (accesat la 28 august 2018)
- ro  nebulo.ro (accesat la 28 august 2018)
- en  101 languages – Hungarian (accesat la 28 august 2018)
- webforditas.hu – Program de citire de texte (accesat la 28 august 2018)

Manuale
- Gancz, Andrei și Gancz, Margareta, Limba maghiară pentru tine. Manual de conversație, ediția a II-a, Iași, Polirom, 2016, ISBN 978-973-46-6479-5
- fr  Kassai, Georges și Szende, Thomas, Le hongrois sans peine (Limba maghiară fără dificultate), Chennevières-sur-Marne (Franța), Assimil, 2001, ISBN 2-7005-0144-6
- ro  Kassai, Georges și Szende, Thomas, Tanuljunk magyarul! (Să învățăm ungurește!), București, Teora, ISBN 973-20-0410-X

Ghiduri
- Gancz, Andrei și Gancz, Margareta, Ghid al comunicării român-maghiar, Cluj-Napoca, Dacia, 2001, ISBN 973-35-1149-8
- Kiraly, Francisc și Kiraly, Maria, Ghid de conversație român-maghiar, Timișoara, Helicon, 1993, ISBN 973-9133-83-5
- Turcu, Eva, Ghid de conversație român-maghiar, București, EST, 1983